# Irina Ščerbakova
Irina Lazarevna Ščerbakova (in russo Ирина Лазаревна Щербакова?; Mosca, 1949) è una storica e scrittrice russa, studiosa della storia moderna della Russia, tra i fondatori di Memorial, l'associazione considerata nel 2016 "agente straniero" dal Ministero della giustizia russo e co-premiata nel 2022 con il Nobel per la pace insieme al Centro per le libertà civili in Ucraina e l'attivista bielorusso Ales' Bjaljacki.
Nel 2014 ha ricevuto l'"Ossietzky Award" (Carl von Ossietsky Prize for Contemporary History and Politics) e nel 2017 la "Goethe Medal".

## Biografia
Ščerbakova è nata a Mosca nel 1949, Unione Sovietica. I suoi genitori erano comunisti ed ebrei. Quando è andata all'università, ha studiato tedesco e ha conseguito il dottorato nel 1972. Poi è diventata una traduttrice lavorando nella narrativa.
Negli anni '70 iniziò a registrare interviste con testimoni dello stalinismo. Dal 1991 ha potuto fare ricerche negli archivi del KGB. Ha intervistato i sopravvissuti al gulag che avevano paura e non avrebbero parlato se i loro ricordi fossero stati registrati su un registratore.
Nel 1988 Ščerbakova è stata uno dei membri fondatori dell'organizzazione chiamata Memorial. Ha chiesto alle autorità di risolvere i casi dei crimini commessi mentre lo stalinismo era al potere in Russia.
Nel 2014 è stata scelta per ricevere il German Ossietzky Award, che prevede un premio di 10.000 euro. I giudici l'hanno scelta perché studiava  la recente storia travagliata della Russia e le relazioni tedesco-russe.
Su invito della Fondazione Körber, Scherbakova e lo storico dell'Europa orientale Karl Schlögel si sono incontrati nella primavera del 2015 per una lunga conversazione sulla storia della Russia. La conversazione è stata registrata e successivamente pubblicata in un libro intitolato The Russia Reflex. In esso, Scherbakova critica il fatto che non ci sia stata alcuna rivalutazione del passato in Russia dopo il crollo dell'Unione Sovietica e che la Russia abbia riscritto la sua storia per scopi propagandistici dal 2000. Ad esempio, la guerra tedesco-sovietica – definita in Russia la "Grande Guerra Patriottica" – è glorificata come una gloriosa vittoria, mentre gli orrori della guerra sono svaniti. L'era sovietica è vista molto positivamente dai giovani russi e la storia del terrore sovietico è soppressa. Con l'annessione della Crimea da parte della Russia, divenne chiaro a Scherbakova che le forze illuminanti e democratiche non potevano prevalere.  "Sembrava che la lunghissima epoca dell'Illuminismo in Russia fosse giunta a una fine temporanea. (…) La nostra propaganda impedisce chiarimenti, è davvero tragico". 
Dopo l'attacco russo all'Ucraina, Scherbakova ha lasciato il suo paese d'origine. In un'intervista a un giornale, Scherbakova si è lamentata del fatto che le voci critiche sulla Russia non sono state ascoltate abbastanza in Germania: "Abbiamo detto più e più volte dove sta andando il viaggio in Russia, anche se certamente non immaginavo questa catastrofe", ha detto Scherbakova. Allo stesso tempo, ha condannato l'atteggiamento filo-governativo e bellico della Chiesa ortodossa russa. Scherbakova ha descritto la visione del mondo del presidente russo Vladimir Putin come "una miscela velenosa di nazionalismo, imperialismo, risentimento e disprezzo per altri popoli e repubbliche che si sono liberati dall'Unione Sovietica".  Sempre da Mosca, ha rilasciato un'intervista alla taz due giorni dopo l'invasione dell'Ucraina da parte di Putin. Ha detto: "L'affermazione che la guerra contro l'Ucraina riguarda la 'denazificazione' è una bugia sfacciata". Putin aveva interpretato il comportamento dell'Occidente dopo l'annessione della Crimea (2014) come debole e venale. Attraverso la guerra, il regime russo vuole fermare la democratizzazione nelle ex repubbliche sovietiche. 

## Pubblicazioni
- Le mani di mio padre, Mimesis